# Listă de localități din Badajoz, Spania
Aceasta este o listă a localităților (cu numărul de locuitori) din provincia Badajoz din cadrul comunității autonome Extremadura, Spania.

Harta municipalităților din Badajoz

| Localitate                | Populație (2022) | Comarca                        |
| ------------------------- | ---------------- | ------------------------------ |
| Acedera                   | 816              | Vegas Altas                    |
| Aceuchal                  | 5456             | Tierra de Barros               |
| Ahillones                 | 826              | Campiña Sur                    |
| Alange                    | 1844             | Tierra de Mérida - Vegas Bajas |
| Albuera, La               | 2014             | Tierra de Badajoz              |
| Alburquerque              | 5144             | Tierra de Badajoz              |
| Alconchel                 | 1644             | Llanos de Olivenza             |
| Alconera                  | 750              | Zafra - Río Bodión             |
| Aljucén                   | 243              | Tierra de Mérida - Vegas Bajas |
| Almendral                 | 1207             | Llanos de Olivenza             |
| Almendralejo              | 33 669           | Tierra de Barros               |
| Arroyo de San Serván      | 4054             | Tierra de Mérida - Vegas Bajas |
| Atalaya                   | 285              | Zafra - Río Bodión             |
| Azuaga                    | 7636             | Campiña Sur                    |
| Badajoz                   | 150 146          | Tierra de Badajoz              |
| Barcarrota                | 3445             | Llanos de Olivenza             |
| Baterno                   | 248              | La Siberia                     |
| Benquerencia de la Serena | 808              | La Serena                      |
| Berlanga                  | 2241             | Campiña Sur                    |
| Bienvenida                | 2070             | Tentudía                       |
| Bodonal de la Sierra      | 1008             | Tentudía                       |
| Burguillos del Cerro      | 3047             | Zafra - Río Bodión             |
| Cabeza del Buey           | 4682             | La Serena                      |
| Cabeza la Vaca            | 1296             | Tentudía                       |
| Calamonte                 | 6115             | Tierra de Mérida - Vegas Bajas |
| Calera de León            | 933              | Tentudía                       |
| Calzadilla de los Barros  | 716              | Zafra - Río Bodión             |
| Campanario                | 4787             | La Serena                      |
| Campillo de Llerena       | 1325             | Campiña Sur                    |
| Capilla                   | 161              | La Serena                      |
| Carmonita                 | 525              | Tierra de Mérida - Vegas Bajas |
| Carrascalejo, El          | 84               | Tierra de Mérida - Vegas Bajas |
| Casas de Don Pedro        | 1436             | La Siberia                     |
| Casas de Reina            | 194              | Campiña Sur                    |
| Castilblanco              | 864              | Cijara                         |
| Castuera                  | 5637             | La Serena                      |
| Cheles                    | 1159             | Llanos de Olivenza             |
| Codosera, La              | 2025             | Tierra de Badajoz              |
| Cordobilla de Lácara      | 855              | Tierra de Mérida - Vegas Bajas |
| Coronada, La              | 2172             | La Serena                      |
| Corte de Peleas           | 1187             | Tierra de Barros               |
| Cristina                  | 558              | Vegas Altas                    |
| Don Álvaro                | 807              | Tierra de Mérida - Vegas Bajas |
| Don Benito                | 37 310           | Vegas Altas                    |
| Entrín Bajo               | 557              | Tierra de Barros               |
| Esparragalejo             | 1480             | Tierra de Mérida - Vegas Bajas |
| Esparragosa de la Serena  | 975              | La Serena                      |
| Esparragosa de Lares      | 883              | La Siberia                     |
| Feria                     | 1073             | Zafra - Río Bodión             |
| Fregenal de la Sierra     | 4773             | Sierra Suroeste                |
| Fuenlabrada de los Montes | 1755             | Cijara                         |
| Fuente de Cantos          | 4667             | Tentudía                       |
| Fuente del Arco           | 680              | Campiña Sur                    |
| Fuente del Maestre        | 6659             | Zafra - Río Bodión             |
| Fuentes de León           | 2232             | Tentudía                       |
| Garbayuela                | 502              | La Siberia                     |
| Garlitos                  | 543              | La Siberia                     |
| Garrovilla, La            | 2317             | Tierra de Mérida - Vegas Bajas |
| Granja de Torrehermosa    | 1940             | Campiña Sur                    |
| Guadiana                  | 2414             | Tierra de Badajoz              |
| Guareña                   | 6771             | Vegas Altas                    |
| Haba, La                  | 1214             | Vegas Altas                    |
| Helechosa de los Montes   | 597              | Cijara                         |
| Herrera del Duque         | 3467             | Cijara                         |
| Higuera de la Serena      | 924              | La Serena                      |
| Higuera de Llerena        | 340              | Campiña Sur                    |
| Higuera de Vargas         | 1934             | Llanos de Olivenza             |
| Higuera la Real           | 2216             | Sierra Suroeste                |
| Hinojosa del Valle        | 479              | Tierra de Barros               |
| Hornachos                 | 3487             | Tierra de Barros               |
| Jerez de los Caballeros   | 9167             | Sierra Suroeste                |
| Lapa, La                  | 288              | Zafra - Río Bodión             |
| Llera                     | 822              | Campiña Sur                    |
| Llerena                   | 5670             | Campiña Sur                    |
| Lobón                     | 2761             | Tierra de Mérida - Vegas Bajas |
| Magacela                  | 507              | La Serena                      |
| Maguilla                  | 961              | Campiña Sur                    |
| Malcocinado               | 344              | Campiña Sur                    |
| Malpartida de la Serena   | 528              | La Serena                      |
| Manchita                  | 750              | Vegas Altas                    |
| Medellín                  | 2232             | Vegas Altas                    |
| Medina de las Torres      | 1161             | Zafra - Río Bodión             |
| Mengabril                 | 485              | Vegas Altas                    |
| Mérida                    | 59 324           | Tierra de Mérida - Vegas Bajas |
| Mirandilla                | 1231             | Tierra de Mérida - Vegas Bajas |
| Monesterio                | 4302             | Tentudía                       |
| Montemolín                | 1322             | Tentudía                       |
| Monterrubio de la Serena  | 2269             | La Serena                      |
| Montijo                   | 15 427           | Tierra de Mérida - Vegas Bajas |
| Morera, La                | 700              | Zafra - Río Bodión             |
| Nava de Santiago, La      | 911              | Tierra de Mérida - Vegas Bajas |
| Navalvillar de Pela       | 4371             | Vegas Altas                    |
| Nogales                   | 633              | Llanos de Olivenza             |
| Oliva de la Frontera      | 5010             | Sierra Suroeste                |
| Oliva de Mérida           | 1674             | Tierra de Mérida - Vegas Bajas |
| Olivenza                  | 11 832           | Llanos de Olivenza             |
| Orellana de la Sierra     | 252              | Vegas Altas                    |
| Orellana la Vieja         | 2603             | Vegas Altas                    |
| Palomas                   | 662              | Tierra de Barros               |
| Parra, La                 | 1302             | Zafra - Río Bodión             |
| Peñalsordo                | 851              | La Serena                      |
| Peraleda del Zaucejo      | 500              | Campiña Sur                    |
| Puebla de Alcocer         | 1139             | La Siberia                     |
| Puebla de la Calzada      | 5856             | Tierra de Mérida - Vegas Bajas |
| Puebla de la Reina        | 709              | Tierra de Barros               |
| Puebla de Obando          | 1842             | Tierra de Mérida - Vegas Bajas |
| Puebla de Sancho Pérez    | 2642             | Zafra - Río Bodión             |
| Puebla del Maestre        | 660              | Campiña Sur                    |
| Puebla del Prior          | 460              | Tierra de Barros               |
| Pueblonuevo del Guadiana  | 1971             | Tierra de Badajoz              |
| Quintana de la Serena     | 4536             | La Serena                      |
| Reina                     | 150              | Campiña Sur                    |
| Rena                      | 610              | Vegas Altas                    |
| Retamal de Llerena        | 435              | Campiña Sur                    |
| Ribera del Fresno         | 3234             | Tierra de Barros               |
| Risco                     | 121              | La Siberia                     |
| Roca de la Sierra, La     | 1435             | Tierra de Mérida - Vegas Bajas |
| Salvaleón                 | 1701             | Sierra Suroeste                |
| Salvatierra de los Barros | 1590             | Sierra Suroeste                |
| San Pedro de Mérida       | 851              | Tierra de Mérida - Vegas Bajas |
| San Vicente de Alcántara  | 5291             | Tierra de Badajoz              |
| Sancti-Spíritus           | 161              | La Siberia                     |
| Santa Amalia              | 3942             | Vegas Altas                    |
| Santa Marta               | 4125             | Tierra de Barros               |
| Santos de Maimona, Los    | 8072             | Zafra - Río Bodión             |
| Segura de León            | 1818             | Tentudía                       |
| Siruela                   | 1841             | La Siberia                     |
| Solana de los Barros      | 2553             | Tierra de Barros               |
| Talarrubias               | 3285             | La Siberia                     |
| Talavera la Real          | 5276             | Tierra de Badajoz              |
| Táliga                    | 663              | Llanos de Olivenza             |
| Tamurejo                  | 201              | La Siberia                     |
| Torre de Miguel Sesmero   | 1228             | Llanos de Olivenza             |
| Torremayor                | 985              | Tierra de Mérida - Vegas Bajas |
| Torremejía                | 2236             | Tierra de Barros               |
| Trasierra                 | 612              | Campiña Sur                    |
| Trujillanos               | 1401             | Tierra de Mérida - Vegas Bajas |
| Usagre                    | 1765             | Campiña Sur                    |
| Valdecaballeros           | 1075             | Cijara                         |
| Valdelacalzada            | 2755             | Tierra de Badajoz              |
| Valdetorres               | 1161             | Vegas Altas                    |
| Valencia de las Torres    | 512              | Campiña Sur                    |
| Valencia del Mombuey      | 718              | Sierra Suroeste                |
| Valencia del Ventoso      | 1921             | Zafra - Río Bodión             |
| Valle de la Serena        | 1127             | La Serena                      |
| Valle de Matamoros        | 344              | Sierra Suroeste                |
| Valle de Santa Ana        | 1132             | Sierra Suroeste                |
| Valverde de Burguillos    | 273              | Zafra - Río Bodión             |
| Valverde de Leganés       | 4172             | Llanos de Olivenza             |
| Valverde de Llerena       | 562              | Campiña Sur                    |
| Valverde de Mérida        | 1023             | Tierra de Mérida - Vegas Bajas |
| Villafranca de los Barros | 12 429           | Tierra de Barros               |
| Villagarcía de la Torre   | 905              | Campiña Sur                    |
| Villagonzalo              | 1217             | Tierra de Mérida - Vegas Bajas |
| Villalba de los Barros    | 1446             | Tierra de Barros               |
| Villanueva de la Serena   | 25 873           | Vegas Altas                    |
| Villanueva del Fresno     | 3316             | Llanos de Olivenza             |
| Villar de Rena            | 1332             | Vegas Altas                    |
| Villar del Rey            | 2089             | Tierra de Badajoz              |
| Villarta de los Montes    | 403              | Cijara                         |
| Zafra                     | 16 702           | Zafra - Río Bodión             |
| Zahínos                   | 2776             | Sierra Suroeste                |
| Zalamea de la Serena      | 3460             | La Serena                      |
| Zarza, La                 | 3386             | Tierra de Mérida - Vegas Bajas |
| Zarza Capilla             | 305              | La Serena                      |